# Erveo IV di Donzy
Erveo IV di Donzy (in francese Hervé IV de Donzy, in latino Herveius, Herveus o Erveus IV de Donziaco; 1173 – Saint-Aignan, 22 gennaio 1222) è stato un nobile francese, conte di Nevers iure uxoris dal 1200 alla sua morte.

## Biografia

### Origini e ascesa
Erveo nacque nel 1173 o nel 1175, terzo o quartogenito di Erveo III, barone di Donzy e signore di Gien e di vari altri feudi, e della sua prima moglie Matilde Gouët di Alluyes e Montmirail, figlia di Guglielmo IV Gouët. I baroni di Donzy discendevano da una lunga stirpe di nobili minori che, nei secoli, erano gradatamente riusciti ad accumulare nei propri possedimenti numerose terre in tutta la Francia centro-settentrionale, fino a poter rivaleggiare per ricchezza e potenza persino con alcuni membri dell'alta nobiltà francese. Alla morte di suo padre nel 1187, Erveo ereditò in quanto figlio cadetto ereditò solo il titolo di signore di Alluyes, dove confermò i diritti della prioria di San Giovanni di Brou sulle proprie terre e concesse delle liberta al monastero di San Romano. Entro il 1197, tuttavia, tutti i suoi fratelli maggiori erano morti senza eredi ed Erveo divenne così nuovo barone di Donzy.
Nel 1199 il suo signore feudale Pietro II di Courtenay, conte di Nevers, di Auxerre e di Tonnerre, reclamò per sé il possesso del castello di Gien, sostenendo che gli era stato promesso da Erveo III prima che morisse. Il vassallo tuttavia si rifiutò di cedere il castello e si ribellò al suo suzerano, affrontandolo e sconfiggendolo in battaglia presso Cosne-Cours-sur-Loire il 3 agosto dello stesso anno. Pietro fu fatto prigioniero e trattenuto a Donzy e per stabilire le condizioni del suo rilascio fu interpellato direttamente re Filippo II di Francia. Erveo di recò a Parigi per incontrare il sovrano, che in ottobre stabilì le seguenti condizioni per il rilascio del conte e la risoluzione del conflitto: Pietro concedeva sua figlia Matilde in matrimonio a Erveo e gli cedeva inoltre il titolo di conte di Nevers, potendo tuttavia conservare per sé i titoli comitali di Auxerre e Tonnerre vita natural durante; in cambio di questi privilegi, Erveo cedeva al re il castello di Gien e giurava di prestargli il servizio militare dovuto se gli fosse stato richiesto.

### Contestazioni alla legittimità del matrimonio
Il matrimonio si celebrò probabilmente agli inizi del 1200 e il primo atto di Erveo come conte fu quello di riconfermare tutti i privilegi della Chiesa sui suoi territori, specialmente quelli concessi alle potenti abbazie cluniacensi. Ricevette poi l'omaggio di tutti i suoi nuovi vassalli a eccezione di uno, il visconte di Digione Guglielmo I di Champlitte, che si rifiutò di recarsi a Nevers per la cerimonia di sottomissione. Erveo si rivolse allora al re al duca Oddone III di Borgogna, i quali minacciarono di confiscare tutti i feudi del vassallo ribelle se non si fosse sottomesso, cosa che prontamente fece.
Il visconte di Digione non fu tuttavia l'unico a mettere in dubbio la validità del matrimonio tra Erveo e Matilde; anche papa Innocenzo III non volle dare la propria approvazione alle nozze. Egli riteneva infatti che ci fossero gli estremi per dichiarare nulla l'unione, sia perché Matilde era già stata promessa in matrimonio a Filippo I di Namur, figlio del conte Baldovino IX delle Fiandre, sia perché Erveo e Matilda erano consanguinei risalenti al quarto grado (le loro bisnonne, rispettivamente Matilde e Ida di Sponheim, erano sorelle, figlie di Enghelberto II di Sponheim) e necessitavano quindi per sposarsi della dispensa papale, che non avevano richiesto. Perciò il pontefice, pur sospendendo il suo giudizio sulla validità dell'unione, avviò nel 1205 un'inchiesta, affidata all'arcivescovo di Sens, che si sarebbe trascinata per diversi anni.

### Prime guerre per il re di Francia
Nel 1202-1204 diede il suo appoggio a re Filippo II nella sua campagna per strappare la Normandia a Giovanni d'Inghilterra: nel luglio 1203 prese parte alla conquista di Le Vaudreuil e nel giugno 1204 a quella di Rouen, per poi seguire il re anche in Poitou e Turenna. Nell'aprile 1205, con la morte di suo fratello Rinaldo nella battaglia di Adrianopoli, incamerò nuovamente nei propri possedimenti tutte le signorie del Perche-Gouët.Nel 1208 acquistò da Giovanni di Brienne la castellania di La Marche e il villaggio di Saints-en-Puisaye.
Nel 1209 rispose nuovamente alla chiamata alle armi da parte del re, stavolta per prendere parte alla guerra contro gli eretici albigesi. Il 1º maggio tutti i grandi feudatari di Francia furono riuniti da Filippo II a Villeneuve-le-Roi,da cui, dopo aver ascoltato un discorso del re che gli rammentava i propri doveri verso la corona e i loro pari, partirono alla volta di Lione dove li attendeva il resto dell'esercito. Da lì, Erveo prese parte alla presa di Béziers e a quella di Carcassonne, al termine delle quali gli fu offerto di divenire visconte delle città conquistate. Egli tuttavia rifiutò e anzi manifestò, insieme al duca di Borgogna, l'intenzione di ritirarsi dalla guerra; mentre alla fine quest'ultimo fu convinto a rimanere, Erveo, trascorsi i quaranta giorni di servizio militare dovuti al sovrano, abbandonò l'Occitania e rientrò nei suoi domini.

### Legittimazione definitiva
Nel 1211 il conte di Nevers entrò in contrasto con l'abbazia cluniacense di Santa Maria Maddalena di Vezelay per i diritti di sfruttamento delle terre e delle risorse dell'abbazia stessa e per il pagamento di alcuni tributi, che i monaci ritenevano eccessivi. Il contenzioso si protrasse a lungo e occasionalmente si tradusse persino in atti di violenza; per questo, l'abate interpellò direttamente papa Innocenzo III affinché intervenisse in favore dei religiosi. Tramite la mediazione del pontefice si giunse infine a un accordo: Erveo avrebbe rinunciato alle sue pretese sull'abbazia e in cambio il papa avrebbe finalmente messo fine all'inchiesta sulla validità del suo matrimonio. Erveo accettò le condizioni e il 20 ottobre 1213 ricevette dalle mani del cardinale Robert Curson la lettera che sanciva definitivamente la legittimità del suo matrimonio e del suo titolo comitale.

### Lealtà altalenante
Nel frattempo, re Filippo II aveva deciso di prendere nuovamente le armi contro i Plantageneti per espellerli una volta per tutte dai loro possedimenti su suolo Francese. Questa volta progettò di attaccarli direttamente in Inghilterra e per questo nel 1213 chiamò nuovamente a raccolta tutti i suoi feudatari. Questa volta tuttavia molti si rifiutarono di rispondere e anzi alcuni di essi, condividendo interessi politico-economici con re Giovanni d'Inghilterra e temendo un eccessivo rafforzamento dell'autorità centrale del re, si schierarono contro il loro stesso sovrano e aderirono alla coalizione antifrancese guidata dall'imperatore Ottone IV di Brunswick. A questa frangia ribelle, capitanata dal conte Ferdinando delle Fiandre, si unì anche Erveo, che aveva stretto un patto segreto con re Giovanni in cambio di ricche ricompense e del matrimonio tra sua figlia Agnese e uno dei figli del re inglese. Le due fazioni si scontrarono il 27 luglio 1214 nella battaglia di Bouvines, dalla quale Filippo II uscì come assoluto vincitore. I feudatari sconfitti si affrettarono a chiedere il perdono del proprio sovrano; anche Erveo fece nuovamente atto di sottomissione al re e fu pienamente perdonato grazie all'intervento diplomatico di Giovanni d'Inghilterra e del cardinale Robert Curson, il quale richiese però in cambio che il conte di Nevers si impegnasse a prendere parte a una crociata nel prossimo futuro.

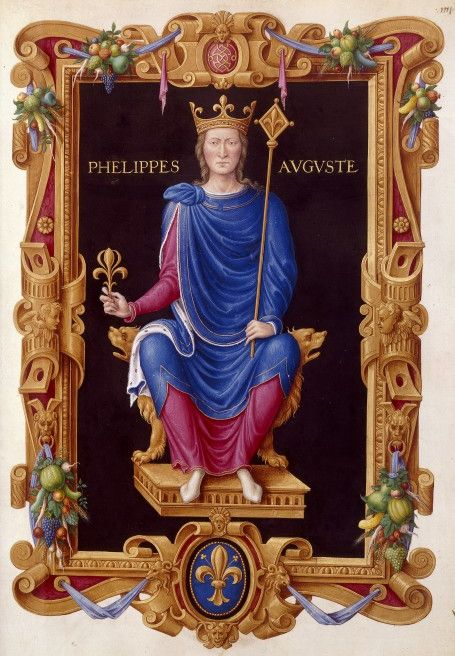
Ritratto immaginario di Filippo II di Francia, nei confronti del quale il conte Erveo IV di Donzy mantenne un atteggiamento ambivalente per tutto il secondo decennio del XIII secolo

Nell'anno seguente, Erveo seguì nuovamente re Filippo in Poitou per assisterlo nei suoi sforzi bellici antinglesi. Durante quella campagna, a giugno, il sovrano chiese al conte di Nevers di concedere la mano di sua figlia Agnese a Filippo, primogenito del principe Luigi e nipote del re stesso, e di fornire come dote della futura coppia i suoi feudi nel Perche e i diritti di successione sulle contee di Auxerre e Tonnerre quando Pietro II di Courtenay fosse morto, così da poterli immediatamente incamerare nel demanio reale. Erveo, rendendosi conto che l'arrangiamento non fosse particolarmente vantaggioso per sé, si prese un mese di tempo per decidere, al termine del quale, sebbene il suo giuramento di fedeltà non gli imponesse di accettare una simile proposta, si vide comunque costretto ad accettare, consapevole che i suoi recenti trascorsi non gli lasciavano molto margine di manovra con il sovrano. L'accordo fu perfezionato a Melun, dove le parti promisero solennemente che il matrimonio si sarebbe celebrato due anni più tardi. Nel 1216 Erveo partecipò alla campagna in Inghilterra guidata dall'erede di Francia, il futuro Luigi VIII, per tentare di conquistare il trono inglese. Le fonti sul suo comportamento nel corso della guerra sono ambigue e talvolta contraddittorie, ma sembra che a un certo punto del conflitto il conte di Nevers abbia nuovamente cambiato schieramento passando dalla parte plantageneta. Tuttavia anche questa volta egli non avrebbe subito particolari conseguenze.
Sempre nello stesso periodo, Erveo seppe approfittare per il proprio tornaconto anche della guerra di successione nella vicina Champagne: egli infatti, pur non appoggiando mai apertamente Erardo di Brienne e i baroni ribelli, rimase sempre volutamente ambiguo sulla sua effettiva posizione sul conflitto, costringendo di fatto la contessa Bianca di Navarra, con la quale aveva già avuto qualche contrasto negli anni precedenti, a comprare la sua neutralità. Da diverso tempo infatti il conte di Nevers rivendicava il possesso di alcune castellanie che sosteneva fossero state sottratte illegalmente a suo nonno Goffredo, e nell'aprile 1217 fu creata una commissione, formata da Oddone III di Borgogna, Gualtiero III di Châtillon e Pietro II di Courtenay, per stabilire la legittimità di queste rivendicazioni. Dopo oltre un anno, nel luglio 1218, la commissione e le parti raggiunsero un compromesso: Erveo rinunciò alle sue pretese sulle castellanie perse da suo nonno e in cambio la contessa Bianca gli donò tutte le terre che controllava a ovest dell'Armançon. Inoltre a ottobre dello stesso anno il conte di Nevers, il duca di Borgogna e la contessa di Champagne siglarono un'alleanza nella quale promettevano di sostenersi a vicenda in caso di future insubordinazioni dei rispettivi vassalli.

### Ulteriori acquisizioni e quinta crociata
Sempre nell'aprile 1217 Pietro II di Courtenay fu incoronato imperatore latino di Costantinopoli e dovendo partire quindi per l'Oriente cedette al genero la contea di Tonnerre in cambio di un indennizzo, mantenendo per sé la sola Auxerre. L'8 settembre dello stesso anno si celebrarono le nozze tra Agnese e il principe Filippo, quando i due avevano rispettivamente 12 e 8 anni; nell'occasione, come da accordi, Erveo cedette alla coppia i diritti feudali prestabiliti, pur restandone custode insieme al consuocero Luigi in attesa della maggiore età dei novelli sposi. Tuttavia entro l'anno e mezzo successivo il giovane principe Filippo morì e il conte di Nevers rientrò così in pieno possesso di tutti i suoi feudi. In teoria l'accordo siglato a Melun prevedeva che, in caso di vedovanza di Agnese, questa avrebbe dovuto sposare il fratello minore di Filippo, il futuro re Luigi IX, ma poiché questi aveva all'epoca appena 4 anni si decise di non procedere con il resto del contratto.
Nell'agosto 1218 Erveo, in ossequio alla promessa fatta alcuni anni prima, decise di unirsi alla quinta crociata e, dopo aver fatto testamento, partì con i suoi uomini e sua moglie alla volta di Genova, dove si imbarcò per l'Egitto. Sbarcato nell'ottobre successivo, partecipò al resto dell'assedio di Damietta, iniziato alcuni mesi prima e che si prolungò ancora per un altro anno. Il suo contributo alla crociata non è ricordato con particolare benevolenza dai cronisti: egli infatti non ricoprì nessun ruolo di rilievo e anzi si distinse in negativo nel novembre 1219, quando la guarnigione di guardia da lui comandata non si accorse del tentativo di alcuni gruppi saraceni di intrufolarsi oltre le linee nemiche, rischiando di compromettere il buon esito dell'assedio; inoltre, quando in quello stesso periodo venne raggiunto dalla notizia della morte del suocero, decise di abbandonare immediatamente la crociata e di rientrare in patria per prendere possesso delle nuove terre ereditate.
Erveo sapeva che prendere effettivo possesso della contea di Auxerre e delle sue terre non sarebbe stato semplice. Il curatore testamentario di Pietro II di Courtenay era infatti il vescovo di Auxerre Guglielmo di Seignelay, suo acerrimo oppositore già in diverse occasioni in passato. Inoltre reclamavano il loro diritto alla successione di Auxerre anche Filippo II di Namur e Roberto di Courtenay, rispettivamente figlio di secondo letto e fratello minore di Pietro II. Per fortuna del barone di Donzy, il vescovo Guglielmo fu trasferito nell'aprile 1220 alla sede di Parigi, ed Erveo decise di cogliere l'occasione e tentò di occupare Auxerre con la forza delle armi; tuttavia papa Onorio III gli inviò una lettera nella quale gli intimava di interrompere i suoi attacchi e di perseguire vie più pacifiche per far valere i propri diritti. Fu perciò nominata una commissione, guidata dal vescovo di Troyes, per stabilire la legittimità della successione. Erveo accusò la commissione di favorire in maniera eccessiva Filippo di Namur e ottenne perciò dal pontefice che venisse riorganizzata. Entro il 1221 la maggior parte dei vassalli fecero atto di omaggio verso il conte di Nevers, riconoscendolo come loro suzerano.

### Morte e sepoltura
Erveo non poté tuttavia godere a lungo del suo nuovo titolo, poiché morì a Saint-Aignan in circostanze poco chiare, probabilmente per avvelenamento, il 22 gennaio 1222. Fu inizialmente seppellito nel castello di Saint-Aignan per poi essere traslato, come da sue volontà, presso l'abbazia di Pontigny.

## Discendenza
Dal matrimonio di Erveo con Matilde di Courtenay (1188-1257), celebrato quando quest'ultima aveva appena 11 o 12 anni, nacquero almeno due figli:
- Agnese (1205 ca.-1225), sposatasi nel 1217 con Filippo, figlio di Luigi VIII di Francia, e poi nel 1221 con Guido II di Châtillon, conte di Saint-Pol;
- Guglielmo (1207 ca.-1214), promesso sposo di Beatrice del Viennois ma morto in infanzia.

Quattro anni dopo la morte di Erveo, Matilde si risposò con Ghigo IV di Forez.

## Ascendenza
|                       |                     |                         | Genitori                |  |  | Nonni |  |  | Bisnonni          |  |  | Trisnonni            |  |
|                       |                     |                         |                         |  |  |       |  |  | Erveo II di Donzy |  |  | Goffredo II di Donzy |  |
|                       |                     |                         |                         |  |  |       |  |  | Erveo II di Donzy |  |  | Goffredo II di Donzy |  |
|                       |                     | …                       |                         |  |  |       |  |  | Erveo II di Donzy |  |  |                      |  |
| Goffredo III di Donzy |                     |                         |                         |  |  |       |  |  | Erveo II di Donzy |  |  |                      |  |
|                       |                     | Matilde Le Blanc        | Ugo Le Blanc            |  |  |       |  |  |                   |  |  |                      |  |
|                       |                     | Matilde Le Blanc        | Ugo Le Blanc            |  |  |       |  |  |                   |  |  |                      |  |
|                       |                     | Matilde Le Blanc        | Elvide di Soissons      |  |  |       |  |  |                   |  |  |                      |  |
| Erveo III di Donzy    |                     | Matilde Le Blanc        |                         |  |  |       |  |  |                   |  |  |                      |  |
|                       |                     | Narjot I di Toucy       | Ithier I di Toucy       |  |  |       |  |  |                   |  |  |                      |  |
|                       |                     | Narjot I di Toucy       | Ithier I di Toucy       |  |  |       |  |  |                   |  |  |                      |  |
|                       |                     | Narjot I di Toucy       | Elisabetta              |  |  |       |  |  |                   |  |  |                      |  |
| Garne di Toucy        |                     | Narjot I di Toucy       |                         |  |  |       |  |  |                   |  |  |                      |  |
|                       |                     | Ermengarda di Cravant   | Augusto di Cravant      |  |  |       |  |  |                   |  |  |                      |  |
|                       |                     | Ermengarda di Cravant   | Augusto di Cravant      |  |  |       |  |  |                   |  |  |                      |  |
|                       |                     | Ermengarda di Cravant   | Enrichetta d'Avallon    |  |  |       |  |  |                   |  |  |                      |  |
| Erveo IV di Donzy     |                     | Ermengarda di Cravant   |                         |  |  |       |  |  |                   |  |  |                      |  |
|                       | Guglielmo III Gouët | Guglielmo II Gouët      |                         |  |  |       |  |  |                   |  |  |                      |  |
|                       | Guglielmo III Gouët | Guglielmo II Gouët      |                         |  |  |       |  |  |                   |  |  |                      |  |
|                       | Guglielmo III Gouët | Eustachia Crespon       |                         |  |  |       |  |  |                   |  |  |                      |  |
| Guglielmo IV Gouët    | Guglielmo III Gouët |                         |                         |  |  |       |  |  |                   |  |  |                      |  |
|                       |                     | Amabile FitzRoy         | Enrico I d'Inghilterra  |  |  |       |  |  |                   |  |  |                      |  |
|                       |                     | Amabile FitzRoy         | Enrico I d'Inghilterra  |  |  |       |  |  |                   |  |  |                      |  |
|                       |                     | Amabile FitzRoy         | …                       |  |  |       |  |  |                   |  |  |                      |  |
| Matilde Gouët         |                     | Amabile FitzRoy         |                         |  |  |       |  |  |                   |  |  |                      |  |
|                       |                     | Tebaldo II di Champagne | Stefano II di Blois     |  |  |       |  |  |                   |  |  |                      |  |
|                       |                     | Tebaldo II di Champagne | Stefano II di Blois     |  |  |       |  |  |                   |  |  |                      |  |
|                       |                     | Tebaldo II di Champagne | Adele d'Inghilterra     |  |  |       |  |  |                   |  |  |                      |  |
| Isabella di Blois     |                     | Tebaldo II di Champagne |                         |  |  |       |  |  |                   |  |  |                      |  |
|                       |                     | Matilde di Carinzia     | Enghelberto II d'Istria |  |  |       |  |  |                   |  |  |                      |  |
|                       |                     | Matilde di Carinzia     | Enghelberto II d'Istria |  |  |       |  |  |                   |  |  |                      |  |
|                       |                     | Matilde di Carinzia     | Uta di Passau           |  |  |       |  |  |                   |  |  |                      |  |
|                       |                     | Matilde di Carinzia     |                         |  |  |       |  |  |                   |  |  |                      |  |